# Cinderella (She Said Her Name)
Cinderella (She Said Her Name) è un brano musicale del dj e produttore francese Bob Sinclar, pubblicato il 10 agosto 2013 ed estratto come secondo singolo dall'album Paris by Night.
Il brano è un mix di sonorità elettroniche e una leggera sfumatura country caratterizzata dal suono della chitarra che fa da sottofondo durante le strofe cantate.

## Video musicale
Il video musicale prodotto per il singolo, pubblicato su YouTube il 3 ottobre 2013 sul canale Vevo di Bob Sinclar, è stato diretto dal regista russo Alexander Tikhomirov ed è stato girato in Crimea, Ucraina, durante il festival di Kazantip. Il video è caratterizzato da toni estivi e da scene sensuali che vedono protagonista la modella russa Alyona Ponomarenko e ragazze che ballano in costume in riva al Mar Nero.